# Echinolampadidae
De Echinolampadidae zijn een familie van zee-egels (Echinoidea) uit de orde Echinolampadoida.

## Geslachten
- Calilampas Squires & Demetrion, 1996 †
- Conolampas A. Agassiz, 1883
- Echinolampas Gray, 1825
- Hypsoclypus Pomel, 1869
- Kephrenia Fourtau, 1909 †
- Vologesia Cotteau & Gauthier, 1895 †